# Ариљача
Ариљача (алб. Harilaç) је насеље у општини Косово Поље, Косово и Метохија, Република Србија.

## Положај
Село је на источном подножју Голеша, на Ариљачком потоку, тако да му се куће већином пењу уз долинске стране.

## Порекло становништва по родовима
Подаци о пореклу становништва из 1933. године.
Родови
- Оџовићи(8 к.), поисламљени и поарбанашени Срби. Рођаци су им Срби Рекетани у Батусима. Доселили се из Обриња (Дреница) прво у М. Слатину, па ускоро у Ариљачу. У ислам су прешли у М. Слатини. Појасеви су им од досељења и поисламљивања 1933. били: Суља (Стојан), Зука, Адем (60 г.).
- Зогњан (10 к.), од фиса Тсача, братства Зога. Доселили се из Блаца (Подрима) после Оџовића. Даљом старином су из Дукађина.
- Фоновић (7 к.), од фиса Сопа. Досељени из области Фанда, после Зогњана.

Колонисти
- Ђилас (6 к.) 1921. Мирјачићи (3 к.) и Чворовићи (2 к.) 1922. из Жупе никшићке.
- Кујачићи (2 к.), Радуловићи (3 к.) и Самарџићи (2 к.) 1922. из Кривошија (Бока).

## Демографија
| Година       | 1948 | 1953 | 1961 | 1971 | 1981 | 1991 |
| ------------ | ---- | ---- | ---- | ---- | ---- | ---- |
| Становништво | 304  | 334  | 411  | 547  | 615  | 755  |

|  |